# Low Church
Per Low Church (Chiesa Bassa), termine originariamente concepito come dispregiativo, si intende una corrente dell'Anglicanesimo i cui membri propugnavano una Chiesa più semplice nella struttura e più vicina al Protestantesimo nella dottrina. Dunque erano in contrapposizione con la High Church (Chiesa Alta), i cui membri invece erano favorevoli ad una struttura gerarchica e a una liturgia alta, cioè simile a quella cattolica.

## Uso storico
Fino al XVIII secolo per Low Church venivano indicati gli anglicani aderenti al Cristianesimo liberale, ma nel secolo successivo essi si avvicinarono all'Evangelicalismo e i liberali affluirono nella Broad Church.

## Uso moderno
Nell'uso contemporaneo per Low Church si intendono gli anglicani che pongono una maggiore enfasi sulla natura protestante dell'Anglicanesimo, e sono evangelici nella fede e nelle pratiche. Essi praticano le preghiere del mattino e della sera del Libro delle preghiere comuni, oltre che l'Eucaristia, anche se molte comunità hanno abbandonato i libri di preghiera per usare forme libere. Molti membri della Low Church sono vicini al Movimento carismatico.
I membri più tradizionalisti della Low Church, sotto l'influsso del Calvinismo, rigettano la dottrina dei sacramenti ex opere operato, e pongono maggiore enfasi sulla Bibbia come fonte ultima di autorità in materia di fede necessaria alla salvezza, e sono fedeli ai Trentanove articoli di religione, che considerano come una dichiarazione ufficiale della Chiesa anglicana.

## Relazioni ecumeniche

### Fusioni con i Protestanti in Asia
Diverse province della Comunione anglicana in Asia si sono fuse con delle Chiese protestanti. La Chiesa dell'India del sud, nata nel 1947 da una fusione della provincia meridionale della Chiesa di India, Pakistan, Birmania e Ceylon (anglicana), la Chiesa metodista dell'India del sud e la Chiesa Unita dell'India del Sud (una Chiesa Congregazionalista, riformata e presbiteriana). Nel 1990 un piccolo numero di Chiese battiste e pentecostali si è fuso. Nel 1970 la Chiesa di India, Pakistan, Birmania e Ceylon, la United Church of North India, la Chiesa Battista del nord dell'India, la Chiesa dei Fratelli in India, la Chiesa Metodista e i Discepoli di Cristo si sono uniti per formare la Chiesa del Nord dell'India. Nel 1970 anche gli anglicani, presbiteriani (Chiesa di Scozia), Regno metodisti e luterani di chiese in Pakistan fuse nella Chiesa del Pakistan. La Chiesa del Bangladesh è il risultato di una fusione delle Chiese anglicana e presbiteriana.

### Gran Bretagna e Irlanda
Negli anni 1960 vi furono delle aperture ecumeniche tra la Chiesa anglicana e la Chiesa Metodista della Gran Bretagna per l'unione delle Chiese. La fusione non riuscì perché fu formalmente respinta dal sinodo generale della Chiesa anglicana del 1972. Nel 1981 venne proposto un progetto tra la Chiesa anglicana, la Chiesa Metodista della Gran Bretagna, la Chiesa Riformata Unita e la Chiesa Moraviana. L'anno successivo la Chiesa Riformata Unita votò a favore del progetto, che avrebbe significato il rimodellamento dei suoi Anziani come vescovi e il riconoscere la Successione apostolica. Tuttavia la Chiesa anglicana respinse il progetto. Nel 2003 venne firmato un patto di cooperazione tra la Chiesa anglicana e la Chiesa Metodista della Gran Bretagna. A partire dagli anni 1970, la Chiesa Metodista organizzò dei Progetti Ecumenici Locali (Local Ecumenical Projects - LEPs) con le denominazioni vicine, come gli anglicani, i battisti e i riformati, e questi progetti riguardavano la condivisione di chiese, scuole e, in alcuni casi, di ministri.
Nella Chiesa d'Inghilterra, gli anglo-cattolici sono spesso contrari all'unità con i protestanti, poiché può ridurre la speranza di unione con la Chiesa cattolica romana. Accettare ministri protestanti donne renderebbe l'unità con la Sede di Roma più difficile.
Negli anni 1990 e nei primi anni 2000 la Chiesa Episcopale Scozzese (anglicana), la Chiesa di Scozia (presbiteriana), la Chiesa metodista di Gran Bretagna e la Chiesa Riformata Unita facevano parte dell’Iniziativa per l'Unione delle Chiese Scozzesi (SCIFU) per la ricerca di una maggiore unità. Il tentativo è in fase di stallo dopo il ritiro della Chiesa di Scozia nel 2003.
Nel 2002 la Chiesa d'Irlanda, la cui maggior parte dei membri aderisce alla Chiesa bassa, ha firmato un patto per una maggiore cooperazione e unità potenziale finale con la Chiesa metodista in Irlanda.